# Demolition Man (альбом)
«Demolition Man» — перший міні-альбом британського музиканта Стінга. Випущений у 1993 році.

## Списки композицій
Американська версія / міжнародна (європейська) версія
1. «Demolition Man» (Sting) — 5:27
2. «King of Pain» (Live) (Sting) — 7:21
3. «Shape of my Heart» (Live) (Sting, Домінік Міллер) — 4:32
4. «Love Is Stronger Than Justice» (The Munificent Seven) (Live) (Sting) — 7:29
5. «It's Probably Me» (Live) (Ерік Клептон, Майкл Камен, Sting) — 6:18
6. «A Day in the Life» (Live) (Джон Леннон, Пол Маккартні) — 4:06

Британська версія
1. «Demolition Man» (Soulpower Mix Edit) (Sting) — 5:27
2. «Demolition Man» (Film Version) (Sting) — 5:27
3. «It's Probably Me» (Live) (Clapton, Kamen, Sting) — 6:18
4. «A Day in the Life» (Live) (Lennon, McCartney) — 4:06